# Ліквідація спалаху віспи у Москві (1959-1960)
Ліквідація спалаху натуральної віспи у Москві у 1959—1960 році — епідеміологічна операція з оперативної локалізації небезпечного інфекційного захворювання, завезеного в СРСР однією людиною, в результаті якої вдалося запобігти епідемії в країні та її поширенню за межі СРСР, а також провести масову вакцинацію москвичів і жителів Підмосков'я.

## Епідеміологічна ситуація по натуральній віспі в Російській імперії та СРСР

### У Російській імперії
Перші щеплення проти натуральної віспи в Російській імперії почав робити спеціально запрошений імператрицею Катериною II з Англії лікар Томас Димсдейл, який проводив її методом варіоляції. Катерина II подала у цьому особистий приклад: у ніч на 12 (23) жовтня 1768 року їй зробили щеплення від натуральної віспи, а потім і членам її сім'ї. У XVIII столітті від натуральної віспи в Російській імперії помирала кожна сьома дитина. Наприкінці XVIII століття варіоляції підлягали всі вступники в кадетські корпуси, якщо вони до того не хворіли на натуральну віспу. Катерина II видала указ про обов'язкову варіоляцію, однак про масове поширення вакцинації можна говорити лише починаючи з жовтня 1801 року, коли в Російській імперії стали застосовувати метод щеплення Едварда Дженнера.
У 1815 році був заснований комітет з щеплення проти натуральної віспи. У поширенні вакцинації допомагало Вільне економічне суспільство, особливо з 1824 року, коли у складі товариства було відкрито відділення під назвою «піклувального про збереження здоров'я людства і всяких домашніх тварин». Товариство розсилало по всій Російській імперії вакцинальний матеріал, інструменти, піклувалося про підготовку досвідчених вакцинаторів, поширювало сотні тисяч брошур російською та іншими мовами. Потім функції вакцинації були передані земським установам. Однак, до Жовтневого перевороту на теренах імперії все ще не була введена обов'язкова вакцинація, що сильно позначалося на статистиці смертності. Наприкінці XIX століття лікар В. В. Святловський писав: «В Англії, де введені обов'язкові щеплення та ревакцинація, помирає в середньому за рік від цієї хвороби 1, і найбільше — 12 осіб. Зауважимо — це у всій Англії; в Австрії ж, не має обов'язкового закону, в найкращі роки помирає від віспи не менш ніж 5 тисяч осіб за рік. В одному Відні, або у нас у Варшаві, помирає від віспи щороку більш, ніж в цілій Англії або навіть цілій Німеччині».

### У СРСР
10 квітня 1919 року вийшов декрет РНК РРФСР «Про обов'язкове віспощеплення», який мав загальний характер. У 1924 році був впроваджений новий закон про обов'язкову вакцинацію і ревакцинацію. У 1919 році в країні було зареєстровано 186 000 хворих натуральною віспою, в 1925 році — 25 000, в 1929 році — 6094, в 1935 році — 3177; до 1936 року натуральна віспа в СРСР була ліквідована.

## Завезення інфекції
53-річний художник-плакатист, двічі лауреат Сталінської премії Олексій Олексійович Кокорекин в 1959 році готувався до двотижневої поїздки в Індію. За рік до поїздки Кокорекин був щепленний від натуральної віспи. Тому спокійно поїхав у турне по Індії, в ході якого йому довелося бути присутнім на спаленні померлого брамина, а потім взяти участь у розпродажу речей покійного, на якому Кокорекин придбав килим. 23 грудня 1959 року художник прилетів до Москви.
«Набравшись вражень та подарунків для коханки і дружини, він повернувся в Москву на добу раніше, ніж його чекала дружина. Цю добу він провів у коханки, якій віддав подарунки і в обіймах якої не без приємності провів ніч, — розповідає в мемуарах хірург Ю. В. Шапіро. — На наступний день приїхав додому. Віддавши подарунки дружині, він відчув себе погано, підвищилася температура, дружина викликала „Швидку допомогу“, і його відвезли в інфекційне відділення лікарні імені Боткіна…»
Обставини повернення художника з двотижневої поїздки в Індію 23 грудня 1959 року і подальші події його дочка Валерія описувала по-іншому. В аеропорту «Внуково» Кокорекина зустрічали його дружина, дочка від першого шлюбу і знайомий за кермом автомобіля. На самопочуття художник не скаржився, з аеропорту всі разом поїхали до нього додому. Вже ввечері Кокорекин відчув себе погано, у нього піднялася температура, почався сильний кашель, все тіло охопив гострий біль. На наступний день художник побував у поліклініці, де лікар поставив йому діагноз «грип». Стан продовжував погіршуватися, виникла гарячка і з'явився висип по всьому тілу. 27 грудня Кокорекина госпіталізували до Боткінської лікарні. У стаціонарі художника продовжували лікувати від тяжкої форми грипу, вважаючи висип на тілі проявом алергічної реакції.
29 грудня 1959 року Олексій Кокорекин помер у Боткінській лікарні. І оскільки померла не проста людина, а заслужений діяч мистецтв РРФСР, потрібен був кваліфікований висновок про причини смерті. «Патологоанатом, який робив розтин запросив у секційний зал завідувача кафедри академіка М. О. Краєвського, — згадував Ю. Шапіро. — До Миколи Олександровича приїхав у гості патологоанатом з Ленінграда, його запросили до секційного столу. Дідусь подивився на труп і сказав — „Так це, батечку, variola vera — чорна віспа“. Діагноз був підтверджений. Закрутилася машина радянської охорони здоров'я. Наклали карантин на інфекційне відділення, КДБ почав відстежувати контакти Кокорекина. Як з'ясувалося, дружина і коханка повели себе однаковим чином — обидві побігли в комісійні магазини здавати подарунки. Було кілька випадків захворювання віспою в Москві. Лікарню закрили на карантин».
На другу добу після смерті художника хвороба була діагностована у співробітниці приймального покою, яка приймала Кокорекина, його лікуючого лікаря і навіть підлітка, який лікувався в тій же лікарні поверхом нижче: його ліжко стояло прямо біля вентиляційного отвору, пов'язаного з палатою Кокорекина. Лікарняний кочегар заразився віспою, просто проходячи повз цю палату.
За свідченням учасників подій, вірусологів, доктора медичних наук Віктора Зуєва та професора, доктора медичних наук Світлани Маренникової події розвивалися дещо інакше. У документальному фільмі ВГТРК 2013 року стверджується, що Кокорекина госпіталізували не в інфекційне відділення Боткінської, а в палату з грипозними пацієнтами. Смерть настала на третій день від набряку легенів. При патологоанатомічному дослідженні причина смерті не була виявлена. Близько доби тримався посмертний діагноз «чума під питанням». Запрошений на розтин академік Микола Краєвський сказав, що цей випадок «вище його компетенції». На другому тижні 1960 року у декількох пацієнтів Боткінської лікарні з'явилися схожі симптоми: гарячка, сильний кашель, висип по тілу. Біоматеріал шкіри найбільш тяжкого пацієнта Т. направили для аналізу в НДІ вакцин і сироваток. 15 січня 1960 академік М. А. Морозов під мікроскопом виявив в препараті від цього пацієнта тільця Пашена — частинки вірусу натуральної віспи.

## Локалізація епідемії
Коли про надзвичайну подію було повідомлено керівництву країни, для локалізації спалаху були задіяні сили КДБ, МВС, Радянської армії, МОЗ та інших відомств. Розслідування контактів Кокорекина показало, що до госпіталізації він встиг поспілкуватися з масою людей. Кожен з них міг стати джерелом поширення інфекції.
Контакти хворого були відслідковані з моменту його попадання на рейс «Аерофлоту» з Делі до останніх днів. Були поіменно встановлені не тільки друзі та знайомі, з якими він був в контакті, а й митники, таксист, який віз його додому, дільничний лікар і працівники поліклініки. Одного зі знайомих Кокорекина, який відправився в Париж, вирішили зняти з рейсу «Аерофлоту», коли літак був в повітрі. Літак розгорнули, а небезпечного пасажира і всіх, хто був на борту, відправили в карантин.
Одна зі знайомих Кокорекина викладала в інституті і приймала іспити у студентів, з цього вузу в карантин відразу відправили сотні людей. Подарунки, привезені з Індії для дружини і коханки, були реалізовані через комісійні магазини на Шаболовці і Ленінському проспекті . Вже через добу всі відвідувачі магазинів і покупці екзотики були встановлені, поміщені в карантин, а продані індійські сувеніри були спалені.
Боткінська лікарня була закрита на суворий карантин разом з усіма хворими і медпрацівниками. Для її постачання з мобілізаційних сховищ Держрезерву були спрямовані вантажівки з необхідними продуктами і матеріалами.
Москву теж закрили на карантин, скасувавши залізничне і авіаційне сполучення, перекривши автодороги.
Цілодобово медичні бригади їздили за адресами виявлених контактів хворого, забираючи в інфекційні лікарні ймовірних хворих на натуральну віспу.
До 15 січня 1960 року натуральна віспа була виявлена у 19 чоловік. А в цілому необачність одного туриста торкнулася 9342 контактних осіб, з яких  первинно-контактних було близько 1500. Ці люди з «першої лінії» небезпеки були поміщені на карантин в стаціонари Москви і Московської області, інших лікарі спостерігали на дому, протягом 14 днів обстежуючи двічі в день.
Останній виявлений хворий був зареєстровано 3 лютого 1960 року .

## Масова вакцинація
Уряд розпорядився в екстреному порядку доставити віспенну вакцину для тотального щеплення населення Москви і Московської області. Протягом трьох днів в розпорядження Московської міської санітарно-епідеміологічної станції було доставлено літаками 10 млн доз вакцини з Томського і Ташкентського інститутів вакцин і сироваток.
Для вакцинації були мобілізовані 26 963 медпрацівника, був відкритий 3391 прищеплювальний пункт і організовані 8522 прищепні бригади для роботи в організаціях та ЖЕКах
До 25 січня 1960 року було вакциновано 5 559 670 москвичів і понад 4 000 000 жителів Підмосков'я. Це стало безпрецедентною в світі акцією з вакцинації населення як за масштабами, так і за термінами.
З моменту занесення інфекції в Москву до усунення спалаху пройшло 44 дні, причому з початку організованої боротьби зі спалахом хвороби до її повної зупинки — тільки 19 днів .
За підсумками спалаху захворіли на натуральну віспу 45 осіб, з яких померли троє.
Противиспенні вакцини зберігалися в радянській охороні здоров'я до початку 1980-х років.

## Відображення в масовій культурі
На основі подій в 1961 році Олександром Мільчаковим була написана повість «У місто прийшла біда», яка послужила сценарієм до однойменного двосерійного телефільму 1966 року режисера Марка Орлова.